# Egzorcist (kršćanstvo)
Egzorcist (srlat. exorcist ← grč. eksorkistḗs: onaj koji zaklinje, "zaklinjač, bajač" ≃ eks- "iz" + hórkos: zakletv, hórkidzō "zaklinjem"; grč. eksorkismós: zaklinjanje), ili zaklinjač je osoba koja je primila treći od pet nižih stupnjeva svećeničkog reda i daje joj vlast vršiti egzorcizam.
Reforma Drugog vatikanskog sabora nije zadržala ovu nižu crkvenu službu.
Stupanj i služba u koje se neka osoba uvodi u red egzorcista zove se egzorcistat (lat. exorcistatus od exorcista "zaklinjač") 
Uveo ga je papa Higin, kad je uveo "niže" Božanske službe radi ispomoći Crkvi i "višim" službama. Dok u "više", koje su uspostavili apostoli spadaju đakonat, prezbiterat (svećenstvo) i episkopat (biskupska služba), u niže spadaju ostijarij, lektor, egzorcist, akolit i subđakon. Egzorcist onemogućava i istjeruje demone.
U ranom kršćanstvu su se ove niže službe nazivale i nižim redovima. Dio je do kraja ostao samostalna služba, dok je dio ostao kao "stuba" prema svećeništvu. Svim su se kandidatima za svećeništvo dijelile posebnim obredom, koji je po sebi već prestao biti znakom. Stoga ga je Drugi vatikanski sabor i dokinuo. Premda je dio služba ostao, gubitak je što se često pri podjeljivanju tih služba izostavlja i liturgijski obred. Egzorcistima se vlastitim obredom podjeljivao. Imao je zadaću prije krštenja predmoliti određene formule izgona đavolske sile. Razlog je vjerovanje da je prije krštenja zbog istočnog grijeha čovjek u vlasti Zloga. Danas tu službu obavlja svećenik. Nije ograničena samo na obred krštenja,  nego i na posebnu službu istjerivača demona, zlih duhova iz osoba i mjesta.

## Vanjske poveznice
- [neaktivna poveznica] i 180[neaktivna poveznica] Andrija Kopilović: Upoznajmo govor liturgijskih znakova - Liturgijski znakovi sakramenata - Sakrament svetog reda: biskup, prezbiter i đakon, Subotica: srpanj-kolovoz 2009.